# Alex Sink
Adelaide Sink dite Alex, née le 5 juin 1948, est une femme politique américaine. Elle est notamment candidate du Parti démocrate au poste de gouverneur de Floride contre le candidat républicain Rick Scott en 2010.

## Biographie
Alex Sink a grandi et a été élevée à Mount Airy en Caroline du Nord. Elle compte au nombre de ses ancêtres l'un des célèbres frères siamois Chang et Eng Bunker.

### Études
Après avoir obtenu un diplôme en mathématiques de l'université de Wake Forest, elle part enseigner trois ans en Afrique de l'Ouest.

### Carrière professionnelle
Sink est l'ancienne présidente chargée des opérations financières de Floride à la Banque d'Amérique. Elle a été nommée par l'ancien gouverneur Lawton Chiles à la Commission sur la responsabilité du gouvernement, et elle a siégé dans la commission Chiles sur l'éducation. Sink a également servi dans la Florida Nature Conservancy et comme présidente du conseil d'administration de l'organisation United Way of America dans le comté de Hillsborough.

## Carrière politique

### Ministre des Finances de Floride (2007–2011)
Candidate à l'investiture démocrate pour le poste directeur financier (CFO) de Floride, Sink est investie sans opposition. Le 7 novembre 2006, elle bat le président du Sénat de Floride Tom Lee à l'élection en obtenant 2 479 861 voix soit 53,55 % des suffrages.

### Candidate au poste de gouverneur de Floride
À l'approche des élections de mi-mandat, Sink était mentionnée comme candidate possible au poste de gouverneur ou au Sénat des États-Unis. Le 13 mai 2009, peu de temps après que gouverneur Charlie Crist ait annoncé qu'il ne se représenterait pas, Sink déclare sa candidature à l'investiture démocrate pour le poste de gouverneur de Floride.
Le 24 août 2010, elle décroche l'investiture démocrate face à Brian Moore en recueillant 663 800 voix soit environ 77 % des voix.
Lors d'une visite de Barack Obama à Miami, Alex Sink a pris soin de ne pas apparaître à ses côtés pour ne pas être victime de l'impopularité du président. Elle a toutefois reçu la visite de l'ancien président Bill Clinton à un de ses meetings. Elle perd finalement l'élection en novembre 2010 avec 47,72 % des voix, après que Scott ait injecté plusieurs dizaines de millions de dollars de fonds personnels dans la campagne.

### Vie privée
Sink est mariée depuis 1987 au procureur et homme politique Bill McBride, qui fut sans succès en 2002 l'adversaire démocrate de Jeb Bush au poste de gouverneur de Floride.